# Nino Haratischwili
Nino Haratischwili (Georgisch: ნინო ხარატიშვილი) (Tbilisi, 1983) is een Georgisch-Duitse theaterregisseuse, toneel- en romanschrijfster, die sinds 2003 woont en werkt in Duitsland, nadat ze in de jaren 1990 daar al enkele jaren woonde. Haratischwili schrijft in zowel Duits als Georgisch.
Na Juja (2010) en Mein sanfter Zwilling (2011), bracht ze in 2014 met Das achte Leben (Für Brilka)  haar derde roman uit, die onder meer in het Nederlands vertaald werd.
In 2010 won ze de Adelbert-von-Chamisso-Preis.

## In het Nederlands vertaalde werken
- Haratischwili, N. (2017). Het achtste leven (voor Brilka). (E. Schippers en J. Post, vert.) Amsterdam: Atlas Contact. (Originele Duitstalige uitgave gepubliceerd in 2014)
- Haratischwili, N. (2019). De kat en de generaal. (E. Schippers en J. Post, vert.) Amersfoort: Meridiaan Uitgevers. (Originele Duitstalige uitgave gepubliceerd in 2018)
- Haratischwili, N. (2022). Het schaarse licht. (E. Schippers en J. Post, vert.) Amersfoort: Meridiaan Uitgevers. (Originele Duitstalige uitgave gepubliceerd in 2022)

## Bestseller 60
| Boeken met noteringen in de Nederlandse Bestseller 60 | Jaar van verschijnen | Datum van binnenkomst | Hoogste positie | Aantal weken | Opmerkingen |
| ----------------------------------------------------- | -------------------- | --------------------- | --------------- | ------------ | ----------- |
| Het achtste leven (voor Brilka)                       | 2017                 | 15-03-2017            | 20              | 4            |             |
| Het schaarste licht                                   | 2022                 | 02-11-2022            | 14              | 15           |             |

- Bibsys: 13000268
- Biblioteca Nacional de España: XX5845270
- Bibliothèque nationale de France: cb16253999g (data)
- Catàleg d'autoritats de noms i títols de Catalunya: 981058615739406706
- Gemeinsame Normdatei: 124712193
- International Standard Name Identifier: 0000 0001 0966 8996
- Library of Congress Control Number: no2010112291
- Nationale Bibliotheek van Tsjechië: xx0210521
- Nationale Bibliotheek van Israël: 987007417420505171
- Nederlandse Thesaurus van Auteursnamen: 35219250X
- Istituto Centrale per il Catalogo Unico: LO1V388405
- Système universitaire de documentation: 146535626
- Virtual International Authority File: 42778634
- WorldCat: E39PBJcrcTJXRCrw8rTbKhgh73